# Czerwin (potok)
Czerwin, Czernin – potok, lewy dopływ Lipnika o długości 4,59 km i powierzchni zlewni 6,3 km².
Potok płynie w województwie małopolskim w powiecie myślenickim. Wypływa na wysokości około 550 m na północno-wschodnich stokach góry Kamiennik Północny w Beskidzie Wyspowym w należącym do miejscowości Lipnik przysiółku Kąty, poniżej porośniętych lasem stoków Kamiennika. Drugi źródłowy potok Czerwina wypływa na wysokości około 410 m na południowych stokach Żabiej Góry (526 m) w Paśmie Glichowca, nieco powyżej Zasańskiej Przełęczy (w północno-wschodnim kierunku od niej). Potok spod Kamiennika spływa w północno-wschodnim kierunku, spod Zasańskiej Przełęczy we wschodnim. Łączą się w Glichowie. Nieco niżej, na wysokości około 312 m Czerwin uchodzi do Lipnika.
Pasmo Glichowca należy do Pogórza Wiśnickiego, zaś Zasańska Przełęcz i spływający spod niej jeden ze źródłowych cieków potoku Czerwin mogą być uznane za granicę pomiędzy Pogórzem Wiśnickim i Beskidem Wyspowym.